# Даника Диллон
Даника Диллон (англ. Danica Dillоn, настоящее имя Ashley Stamm-Northup, урождённая Ashley Levis (Эшли Льюис), англ. Ashley Lewis; род. 4 января 1987, Аштабьюла, Огайо, США) — американская порноактриса.

## Биография
Родилась в семье с немецкими, индейскими, ирландскими и русскими корнями. Она пришла в порно в возрасте 22 лет по рекомендации Дженны Хейз, с которой познакомилась в одном из стрип-клубов Сан-Диего. Хейз посоветовала ей попробовать себя в порнобизнесе. Сначала Даника отказалась, но через некоторое время, посмотрев несколько её фильмов, приняла предложение.
Даника работала для: ATK, Red Light District, New Sensations, Devil's Film, Sweetheart Video, Evil Angel, Hustler Video, Brazzers, Third Degree Films, снималась с: Джеймсом Дином, Мануэлем Феррарой, Томми Ганном, Ниной Мерседес и т.д.
В 2013 году Диллан была выбрана одной из ведущих, первого на национальном телевидении, фан-шоу The Sex Awards, компании AVN Media Network и сети X3Sixty.
Принимала участие в первом эпизоде (Angel & Demons) сериала Роковые красотки. Снялась в роли дочери мага в триллере Scared Topless.
По данным на 2023 год, фильмография Даники Диллан состоит из 33 порнофильмов, сцен и компиляций.

## Избранная фильмография
- This Ain’t Avatar XXX — пародия на фильм Джеймса Кэмерона Аватар в 3D формате.
- The Human Sexipede[6][7] — первая порно-пародия на фильм ужасов «Человеческая многоножка».
- Barely Legal All Girl Toy Party (Hustler Video)
- Not The Bionic Woman & The Six Million Dollar Man (X-Play) пародия на фильмы The Bionic Woman[англ.] и The Six Million Dollar Man[англ.]

## Некоторые факты
- Любимая марка одежды Даники — Guess, любимый алкогольный напиток — ликёр «Малибу» и ананасовый сок[8].
- Татуировки (некоторые): две бабочки — одна на левой, а другая на правой лопатке. Между ними фраза, высказывание американского философа Ральфа Уолдо Эмерсона: «Fate is nothing but the deeds committed in a prior state of existence» (с англ. Судьба не что иное, как деяния, совершённые в предыдущем воплощении).

## Премии и номинации
- 2010 ATK Babe of the Month (Сентябрь)[9]
- 2010 ATK, номинация — Social Media Babe of the Year
- 2011 AVN Award, номинация — Лучшая новая старлетка[10]
- 2011 XBIZ Awards, номинация — Новая старлетка года[11]
- 2013 NightMoves Award — Miss Congeniality[12]